# Ботез
Ботез (рум. Botez) — село у повіті Муреш в Румунії. Входить до складу комуни Ацинтіш.
Село розташоване на відстані 270 км на північний захід від Бухареста, 44 км на південний захід від Тиргу-Муреша, 54 км на південний схід від Клуж-Напоки, 147 км на північний захід від Брашова.

## Населення
За даними перепису населення 2002 року у селі проживали 187 осіб. Рідною мовою 186 осіб (99,5%) назвали румунську.
Національний склад населення села:
| Національність | Кількість осіб | Відсоток |
| -------------- | -------------- | -------- |
| румуни         | 178            | 95,2%    |
| цигани         | 8              | 4,3%     |